# Lettenhof (Harsdorf)
Lettenhof (oberfränkisch: Leddn-huhf) ist ein Gemeindeteil der Gemeinde Harsdorf im Landkreis Kulmbach (Oberfranken, Bayern). Lettenhof liegt in der Gemarkung Harsdorf.

## Geographie
Die Einöde Lettenhof bildet mit Zettmeisel im Nordwesten eine geschlossene Siedlung. Es entspringt dort der Haselbach, ein rechter Zufluss der Trebgast. Eine Gemeindeverbindungsstraße führt nach Altenreuth (1,3 km südöstlich).

## Geschichte
Lettenhof wurde 1531 erstmals schriftlich erwähnt. Das Bestimmungswort des Ortsnamens ist Letten.
Gegen Ende des 18. Jahrhunderts bestand Lettenhof aus einem Anwesen. Das Hochgericht übte das bayreuthische Stadtvogteiamt Kulmbach aus. Das Stiftskastenamt Himmelkron war Grundherr des Hofes.
Von 1797 bis 1810 unterstand der Ort dem Justiz- und Kammeramt Kulmbach. Mit dem Gemeindeedikt wurde Lettenhof dem 1811 gebildeten Steuerdistrikt Harsdorf und der 1812 gebildeten gleichnamigen Ruralgemeinde zugewiesen.

### Baudenkmäler
- Kreuzstein

### Einwohnerentwicklung
| Jahr      | 001809 | 001818 | 001861 | 001871 | 001885 | 001900 | 001925 | 001950 | 001961 | 001970 | 001987 |
| Einwohner | 9      | *      | 14     | 12     | 12     | 10     | 9      | 18     | 9      | 8      | 5      |
| Häuser    |        | *      |        |        | 1      | 1      | 1      | 1      | 2      |        | 2      |
| Quelle    | [ 12 ] | [ 9 ]  | [ 13 ] | [ 14 ] | [ 15 ] | [ 16 ] | [ 17 ] | [ 18 ] | [ 19 ] | [ 20 ] | [ 1 ]  |

## Religion
Lettenhof ist evangelisch-lutherisch geprägt und nach St. Martin (Harsdorf) gepfarrt.